# George H. Cobb
George Henry Cobb (* 10. Oktober 1864 in Hounsfield, Jefferson County, New York; † Januar 1943) war ein US-amerikanischer Jurist und Politiker (Republikanische Partei). Er war der Sohn von Elijah Cobb (1833–1934) und Emily (Crandall, Frink) Cobb († 1924).

## Werdegang
George Cobb graduierte 1886 an der Potsdam State Normal School. Danach studierte er Jura und bekam 1891 seine Zulassung als Anwalt. Am 19. April 1893 heiratete er Louisa Wenzel († 1938). Cobb war 1898 als City Recorder von Hounsfield tätig und zwischen 1899 und 1904 als District Attorney des Jefferson County.
Er war zwischen 1905 und 1912 Mitglied im Senat von New York. Während dieser Zeit nahm er 1908 als Delegierter an der Republican National Convention teil. Im März 1910 wurde Cobb nach dem Rücktritt von Jotham P. Allds zum Präsidenten pro tempore gewählt. Im Oktober 1910 trat Charles Evans Hughes von seinem Amt als Gouverneur zurück, da er einer Ernennung an den Obersten Gerichtshof der Vereinigten Staaten folgte, Horace White folgte ihm als Vizegouverneur ins Amt, so dass Cobb bis zum Ende des Jahres als kommissarischer Vizegouverneur von New York fungierte.
Cobb war bis Januar 1926 ein Mitglied der New York State Motion Picture Censorship Commission.